# .22 LR
El .22 Long Rifle o .22 LR, 5,6 × 15 mm R en sistema mètric, és un cartutx de percussió anular i petit calibre per a pistola i carrabina usat sobretot en el tir esportiu.

## Desenvolupament
Va ser desenvolupat el 1887 per l'empresa nord-americana J. Stevens Arms, originalment usava pólvora negra però al començament del segle xx es va començar a fabricar amb pólvora sense fum. En aquesta època diversos productors de munició buscaven fer un cartutx més potent que el .22 Long introduït 1871. Per això el 1880 es va desenvolupar el .22 Extra Long i posteriorment, l'any 1887, J. Steven Arms va combinar la beina del .22 Long amb la bala de 40 grans del .22 Extra Long per crear el .22 Long Rifle. La versió "alta velocitat" de Remington va aparèixer en 1930. Amb el pas dels anys ha estat el cartutx amb més desenvolupaments i versions.
La popularitat d'aquest cartutx es deu al fet que és barat, genera poca reculada i fa poc soroll. Aquest cartutx és tan popular que fins i tot existeixen kits de conversió per AR-15, M1911 i Glock 25 entre moltes altres armes que el seu kit inclou un canó, un carregador amb entrada especial i aditaments del forrellat.

## Prestacions
A causa del seu baix preu, gairebé nul·la reculada i bona precisió és un cartutx de tir esportiu molt popular. Amb bales de punta buida de vegades s'usa per a la caça menor.
El seu ús en defensa personal és escàs a causa que excepte impactes en zones particularment sensibles o vitals no és freqüent que derroqui al blanc d'un tret (i és molt possible que ni amb uns quants) fins que la pèrdua de sang o altres complicacions de la ferida ho facin; això no significa que les ferides no siguin greus ni letals sinó que el poder de detenció és escàs.
S'usa sobretot en armes molt petites i lleugeres, ja que la seva petita grandària i poca reculada ho fan adequat per a elles. En el cas de ser usat en defensa personal normalment s'utilitzen versions de punta expansiva per augmentar el poder de detenció, com és el cas de les bales de punta buida. Algunes forces especials la utilitzen degut a la seva portabilitat, precisió i relatiu baix so d'explosió, se sap que serveis d'intel·ligència i forces d'elit utilitzen armes en aquest calibre, la CIA va utilitzar durant molt temps la Hi-Standard HD i posteriorment la Ruger MK II, el Mossad i l'MI6 té com a pistola de servei de camp la Beretta 70 i la SI argentina fa ús de Bersa Thunder 22.
Agents del Mossad han utilitzat Beretta 70 silenciades d'aquest calibre per a diverses execucions durant l'Operació Ira de Déu.
La versió estàndard dispara una bala de 2,6 grams a 330 m/s. a 300 m de distància i desenvolupa 141 Joules. Malgrat això existeixen diferents versions que es basen en la velocitat de la bala:
- Subsònic menor a 335 m/s
- Velocitat estàndard de 335 a 365 m/s
- Alta velocitat de 365 a 400 m/s
- Hyper velocitat superior a 400 m/s

N'existeixen moltes versions al món, això es deu al fet que cada empresa comercialitza les seves pròpies versions del cartutx amb el mateix nom: per exemple els cartutxos d'alta velocitat de Ci i Aguila (no van a tenir la mateixa velocitat però si el mateix pes o viceversa).
Una de les polèmiques més controvertides és la confusió entre el .22 Long i el .22 Long Rifle, que encara que tinguin la mateixa beina sempre ha variat l'altura total, ja que el .22 LR té 25mm i el .22 Long 22.5mm. El pes tampoc importa entre un .22 Long i un .22 Long Rifle.
Existeix el cas del SSS Sniper Subsonic d'Aguila que té la beina d'un .22 Curt, però això ho compensa amb la longitud de la bala que li dona la longitud total d'un .22 LR, o el cas del .22 LR Colibri i Super Colibri d'Aguila que malgrat tenir una beina una mica més llarga i una bala de 20 grans es considera un .22 Long Rifle.
N'existeixen tantes versions que fins i tot hi ha cartutxos que disparen perdigons de plom com els d'una escopeta o d'altres que només empren fulminant o cebador; aquestes versions són denominades "CB".
La producció anual s'estima en 2.500 milions de cartutxos.

## Imatges

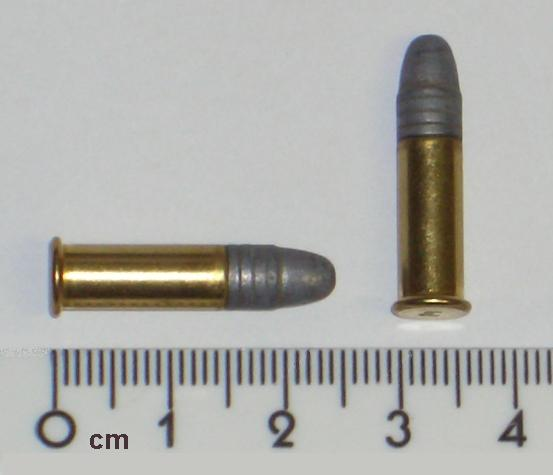
Estàndard
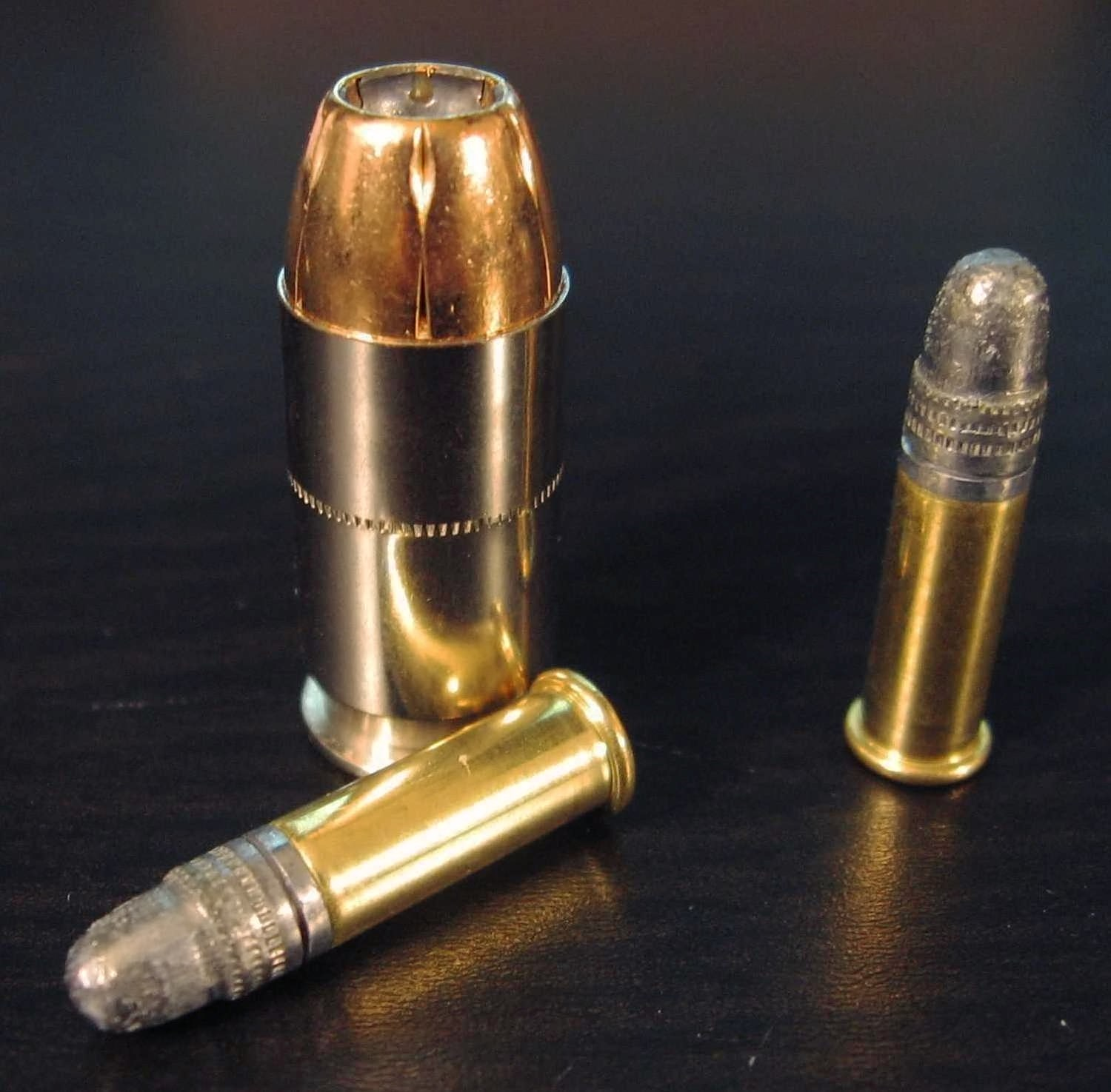
Dos cartutxos .22 LR comparats amb un .45 ACP
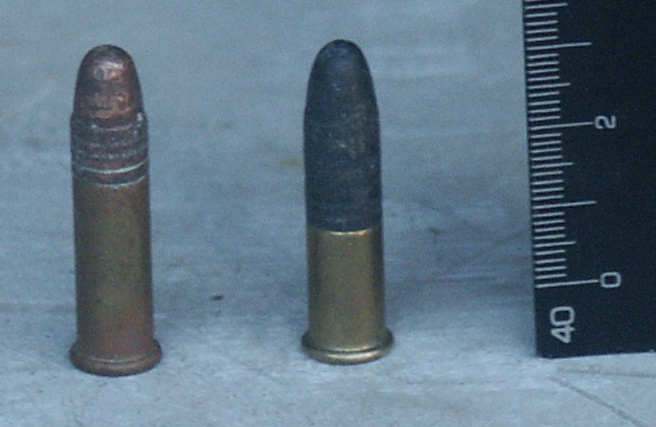
Aguila SSS Sniper Subsonic (dreta) al costat de .22 LR (esquerra)
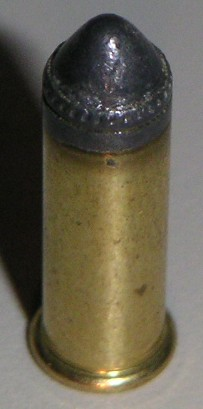
Aguila Súper Colibrí
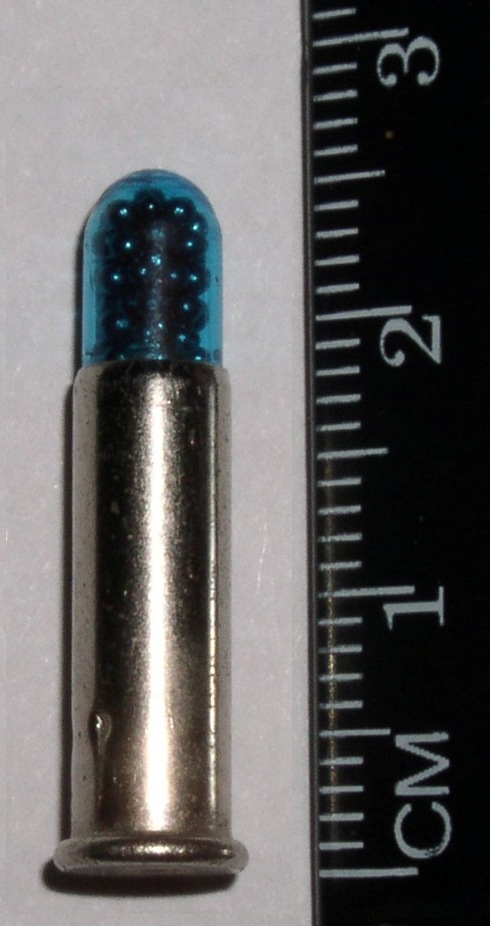
Ci Mostacilla
Dimensions del .22 Long rifle maximum CIP. Totes les mesures en mm
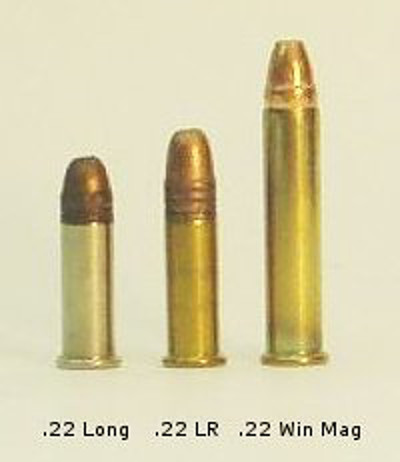
Comparació de cartutxos .22 Long, .22 Long Rifle i .22 Winchester Magnum